# Dexterity hadművelet
A Dexterity hadművelet (Operation Dexterity, magyarul Ügyesség hadművelet) a második világháború csendes-óceáni hadszínterének egyik nagyszabású szövetséges katonai akciója volt 1943. december 16. és 1944. február 10. között. Az amerikai erők elfoglalták Új-Britannia nyugati részét, hogy biztosítsák a sziget és Új-Guinea közötti szorost, valamint feszesebbre húzzák a rabauli japán bázis körüli hálót.

## Hadi helyzet

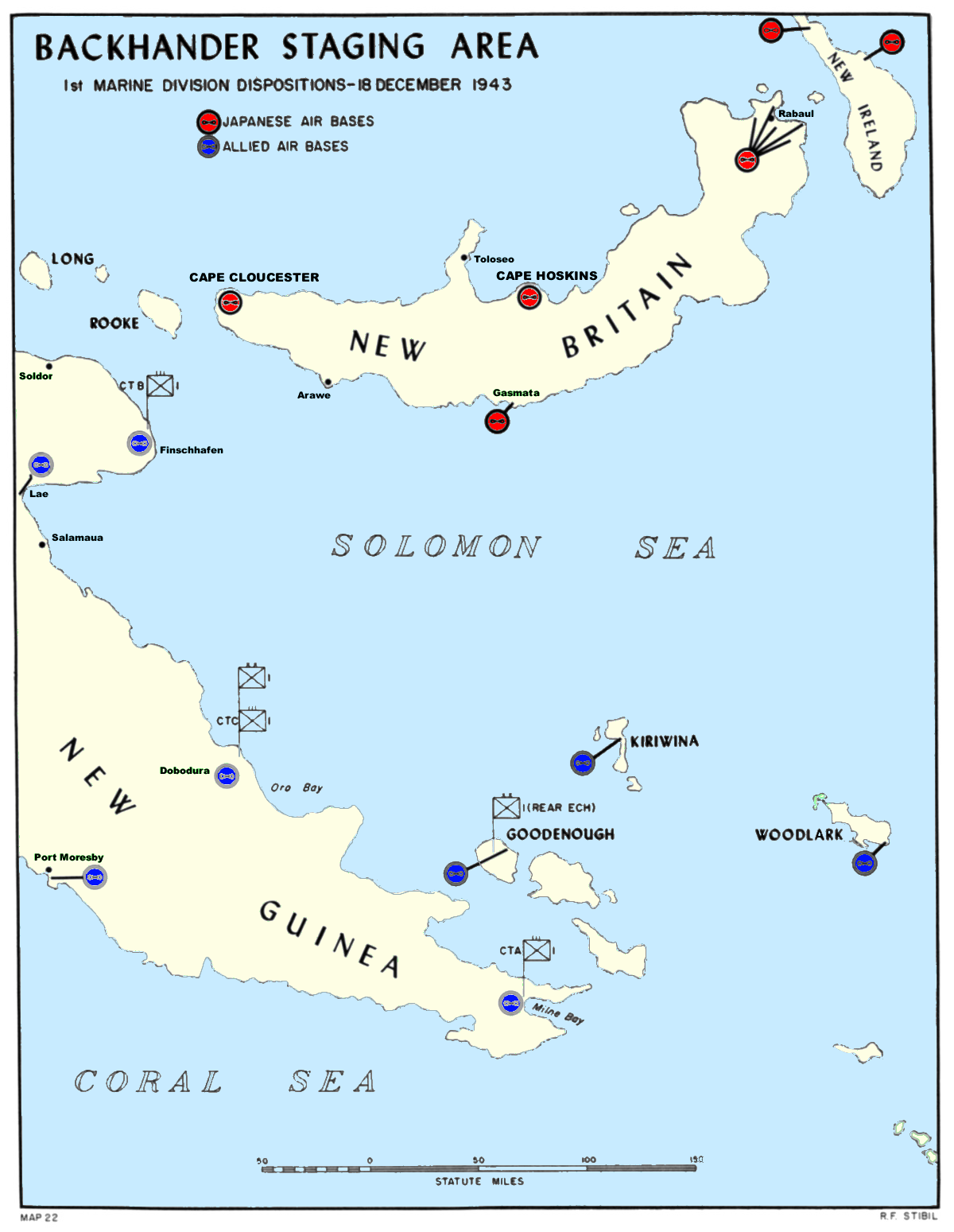
A kék körök az amerikai, a pirosak a japán bázisokat jelölik

Új-Britannián két hadműveletileg fontos terület volt: a rabauli japán katonai bázis, amely a sziget északi végén helyezkedett el repülőterekkel és erős védelmi vonalakkal, illetve a szigetet az Umboitól elválasztó Dampier-szoros és az Umboi és Új-Guinea között húzódó Vitiaz-szoros. Az amerikaiak célja Rabaul semlegesítése volt, közvetlen támadás nélkül. Ehhez el kellett foglalni a környék kisebb katonai erődítményeit, majd a légierő bevetésével megakadályozni, hogy Rabaul egy japán támadás kiinduló pontja legyen.
A terv szerint a japánokat ki kell űzni a sziget nyugati részéről. Ennek kulcsa a Gloucester-fok elfoglalása volt. Ennek a területnek az ellenőrzésével meg lehetett akadályozni, hogy a japánok megtámadják a szorosokban haladó szövetséges hajókat, valamint a rendelkezésre álló repülőterek elfoglalásával biztosítani lehetett Rabaul bombázását és az új-guineai előrenyomulás támogatását.
Az Ügyesség hadművelet eredeti terve két nagyobb támadással számolt. Az egyik a sziget északnyugati csücskén található Gloucester-fok, a másik a déli parton fekvő Lindenhafen ültetvény ellen irányult. A tervek szerint az északon partra szálló erők a Willaumez-félszigeten kelet felé nyomulnak tovább, míg a délen harcoló csapatok elfoglalják a gasmatai japán bázist. Az előrenyomulás a Talasea-Gasmata vonal elfoglalásával zárul. A Gasmata elleni támadást még a tervezési szakaszban törölték.

## Akciók
1943. december 15-én a Julian Cunningham dandártábornok által vezetett amerikai csapatok partra szálltak Arawe-nél, és átvették az Arawe-félsziget ellenőrzését. Tizenegy nappal később William Rupertus tábornok erői, az első tengerészgyalogos hadosztály végrehajtotta a fő partraszállást a Gloucester-foknál. A japánok komoly ellenállást tanúsítottak, Rabaulból több hullámban nyolcvan repülő támadta a szövetségeseket. Az amerikai légierő felvette a harcot a japánokkal, és a hónap végére a Rabaulból induló támadások leálltak. A december 27-éről 28-ára virradó éjjel a japánok ellentámadást indítottak a Borgen-öbölnél, de súlyos veszteségeket szenvedtek.

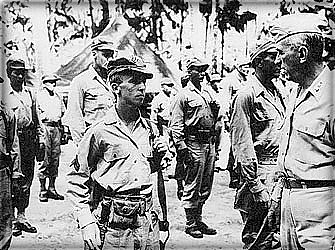
Krueger ezredes az Alamo felderítőkkel

December 28-án a japánok megtámadták az arawei amerikai állásokat, de visszaverték őket. Ugyanezen a napon a tengerészgyalogosok harckocsik bevetésével elfoglaltak egy húsz bunkerből álló erős védelmi pontot a Gloucester-foknál. Másnap a japánok ismét támadást indítottak Araweénél, de ismét súlyos veszteséget szenvedtek, az amerikaiak pedig különösebb ellenállás nélkül elfoglalták a Glouchester-foki repülőtere. December 30-án a japánok ellentámadást indítottak, de nem tudták visszafoglalni a területet.
A következő nagyobb célpont a Gloucester-foki területen egy hegy (Hill 600) elfoglalása volt, mintegy három kilométerre a Borgen-öböltől, ahonnan a japán tüzérség lőni tudta a repülőteret. Az amerikai csapatok két hét alatt foglalták el pozícióikat a meredek hegyoldalak mentén. 1944. január 12-én a tüzérség lőni kezdte a japán állásokat, majd másnap a tengerészgyalogosok megkezdték az előrenyomulást. Az első támadást a védők visszaverték, de a január 14-ei új akció már sikeres volt.
Január 16-án az amerikaiak, harckocsik segítségével, mintegy másfél kilométert nyomultak előre Arawénál, és ezzel az ottani harcok befejeződtek. A japánok parancsnoka, Komori őrnagy visszavonult, hogy megvédje a repülőteret. Ugyanezen a napon a japánok ellentámadást indítottak a 600-as hegy ellen, de a tengerészgyalogosok visszaverték őket. Az amerikaiak a következő hetekben lassan nyomultak előre Új-Britannia északi partján. Február közepén a japánok kivonultak az arawei körzetből. Ebben az időszakban az amerikaiak, az ellenállás nélkül végrehajtott február 12-ei partraszállás után, ellenőrzésük alá vonták Umboi-szigetet. A japánok február 23-án Rabaulba vonultak vissza a szigetről. Február 10-én Krueger tábornok befejezettnek minősítette az Ügyesség hadműveletet.

## Későbbi harcok
A hadművelet befejezése után a harcok folytatódtak a szigeten. Március 6-án az amerikaiak partra szálltak Talasea-nél, és elfoglalták a repülőteret. Ezután sem a sziget nyugati felét birtokló amerikaiak, sem a Rabaulba visszahúzódó százezres japán haderő nem erőltette az összecsapásokat, amelyek csak 1944 nyarán erősödtek fel. A japánok a háború végéig megtartották Rabault.